# Dicranota biloba
Dicranota biloba är en tvåvingeart som beskrevs av Alexander 1936. Dicranota biloba ingår i släktet Dicranota och familjen hårögonharkrankar. Inga underarter finns listade i Catalogue of Life.